# Темз-Діттон
Темз-Діттон — село в Англії, в історичному графстві Суррей. Розташоване на південний захід від Лондона, на правому березі Темзи. Межує з колишнім центром графства містом Кінгстон-апон-Темс. У селі розташована залізнична станція Темз-Діттон.

## Історія
Село відоме як Дітон (англ. Ditone) з XI століття та Діттон-он-Темз (англ. Ditton-on-Thames) з XV століття. До 1769 року належало до парафії сусіднього Кінгстона.
1879 року відкрито питне джерело.
Наприкінці XIX століття Темз-Діттон лишався тихим селом, але з 1890-х років став міським передмістям.
Церковна школа заснована 1860 року, 1881 року взята під опіку шкільного комітету, збільшена 1890 та 1895 років. Молодша школа (Infants' School) заснована 1841 року, також передана шкільному комітету 1881 року.
З 1948 року в селі щорічно відбувається Темз-Діттонська регата.

## Історичні будівлі
У центрі розташований Будинок помістя (англ. The Manor House).
Церква святого Миколая існує принаймні з XIII століття, з того часу збереглася її північна стіна.
На півдні села у Вестон-Гріні розташована каплиця при церкві святого Миколая, побудована 1901 року. Також існує конгрегаційна каплиця побудови 1804 року, реконструйована 1887 року.
Сільська ратуша побудована 1887 року.

## Відомі люди

### Народилися
- Крістіан де Дюв (1917—2013) — бельгійський біолог, дослідник ультраструктури клітини; народився в сім'ї біженців з Бельгії під час Першої світової війни

### Мешкали
- Сиріл Генрі Госкін (1910—1981) — авантюрист і письменник, що видавав себе за реінкарнацію тибетського лами